# Mathieu Goubel
Mathieu Goubel (Boulogne-sur-Mer, 3 de abril de 1980) es un deportista francés que compitió en piragüismo en la modalidad de aguas tranquilas. Ganó cuatro medallas en el Campeonato Mundial de Piragüismo entre los años 1999 y 2009, y seis medallas en el Campeonato Europeo de Piragüismo entre los años 2008 y 2013.

## Palmarés internacional
| Campeonato Mundial | Campeonato Mundial          | Campeonato Mundial | Campeonato Mundial |
| Año                | Lugar                       | Medalla            | Competición        |
| ------------------ | --------------------------- | ------------------ | ------------------ |
| 1999               | Milán (Italia)              | Medalla de bronce  | C4 500 m           |
| 2009               | Dartmouth (Canadá)          | Medalla de plata   | C1 1000 m          |
| 2009               | Dartmouth (Canadá)          | Medalla de bronce  | C1 500 m           |
| 2009               | Dartmouth (Canadá)          | Medalla de bronce  | C1 4 × 200 m       |
| Campeonato Europeo |                             |                    |                    |
| Año                | Lugar                       | Medalla            | Competición        |
| 2008               | Milán (Italia)              | Medalla de oro     | C1 1000 m          |
| 2010               | Corvera (España)            | Medalla de plata   | C1 500 m           |
| 2010               | Corvera (España)            | Medalla de plata   | C1 1000 m          |
| 2012               | Zagreb (Croacia)            | Medalla de oro     | C1 500 m           |
| 2012               | Zagreb (Croacia)            | Medalla de plata   | C1 1000 m          |
| 2013               | Montemor-o-Velho (Portugal) | Medalla de plata   | C1 1000 m          |